# Cēsis
Cēsis (németül: Wenden, lívül: Venden, észtül: Võnnu, lengyelül: Kieś) város Lettországban, Rigától 80 kilométerre északkeletre, a Gauja folyó partján.

## Fekvése
A város Vidzeme központjában, a Gauja folyó partján fekszik. Cēsis a kelet–nyugat irányú kereskedelmi útvonal fontos állomása évezredek óta.

## Története
Cēsis területén már a 11. században várat építettek a terület akkori lakói, a vendek. A vendekre utal a város német, illetve észt elnevezése is. A vend erődítmény nyomai ma is láthatók a Mogyoró-hegyen (Riekstu kalnā).
A Kardtestvérek rendje 1206-ban kezdett vár építéséhez. Az 1209-ben elkészült erődítmény 1237-től 1561-ig a Kardtestvérek nagymesterének a székhelye volt.
1577-ben lerombolták a várat, hogy az ne kerülhessen Rettegett Iván kezére. 1598-ban a vár és a város a Lengyel–Litván Unió fennhatósága alá került, és a Vend vajdaság központja volt. A település mellett zajlott le 1601. január 7-én a wendeni csata. A lengyel uralom nem tartott sokáig, 1620-ban a svédek foglalták el. 1703-ban a nagy északi háború során Nagy Péter elfoglalta a várost, és az 1919-ig, az önálló Lett Köztársaság megalapításáig az Orosz Birodalom, majd 1940–1991 között a Szovjetunió része maradt.

## Lakossága
Cēsis lakosságának 83,5%-a lett, 11,5%-a orosz, 1,4%-a fehérorosz, 1%-a lengyel, 2,6%-a pedig egyéb nemzetiségű.

## Látnivalók

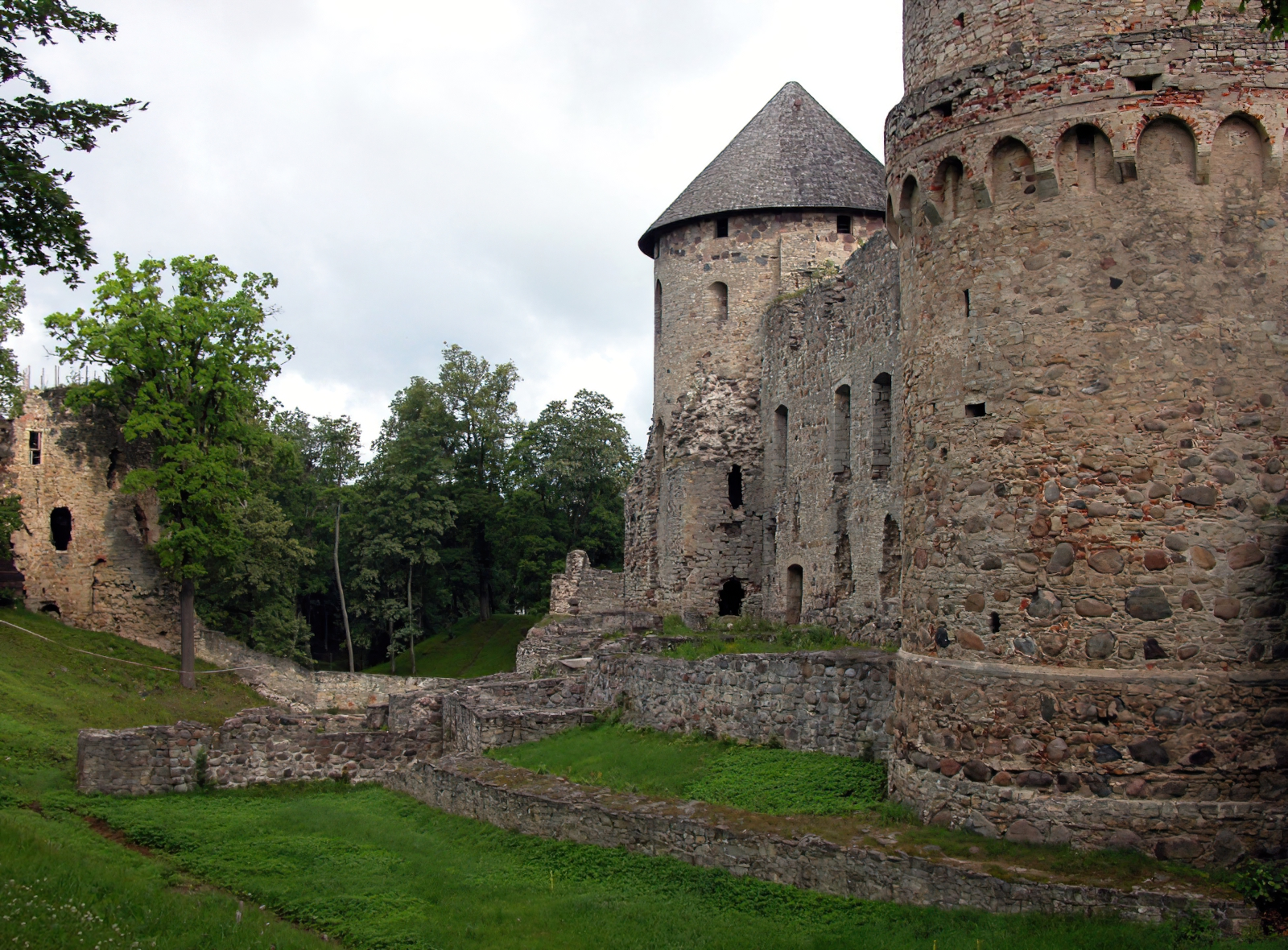
A Kardtestvérek rendjének vára Cēsisben

Cēsis legnevezetesebb látnivalója a Kardtestvérek rendjének vára.

## Cēsis testvérvárosai
- Achim, Németország
- Rakvere, Észtország
- Rokiškio, Litvánia
- Tyresö, Svédország
- Varese, Olaszország
- Venafro, Olaszország